# Vi i Tyresö
Vi i Tyresö är en lokaltidning som ges ut av Moderata samlingspartiet i Tyresö kommun. Tidningen grundades på 1960-talet och har varierat både i utgivning och format under åren. Sedan 2011 ges tidningen endast ut på Internet.

## Tidigare redaktörer
Robert Skölin

Maria Hagbom

Carl Gustaf Strokirk

Herman Fältström